# 365 Jours
Série
365 Jours : Au lendemain
(2022)
Pour plus de détails, voir Fiche technique et Distribution.
365 Jours (365 dni) est un film polonais dramatico-érotique réalisé par Barbara Białowąs et Tomasz Mandes, sorti en 2020.
Souvent comparé à la saga Cinquante Nuances, il est lui aussi fondé sur le premier roman d'une trilogie du même nom écrite par Blanka Lipińska.
À sa sortie, le film reçoit un succès retentissant mais également controversé. Il suscite de nombreuses critiques négatives quant à la manière dont il met en scène la séquestration de son personnage principal,.
En 2022, Netflix annonce la suite de 365 Jours pour le 27 avril de la même année,. Un troisième film, 365 Jours : l'année d'après, sort le 19 août 2022 sur la plate-forme.

## Synopsis
Laura, assistante commerciale en Pologne, effectue un voyage en Sicile avec son petit ami et des amis pour fêter son anniversaire. Elle est enlevée par Massimo, un mafieux italien, qui lui donne 365 jours pour tomber amoureuse de lui. Celle-ci refuse de lui obéir dans un premier temps, puis une relation sadomasochiste s'installe entre les deux personnes.

## Fiche technique
Sauf indication contraire, les informations mentionnées dans cette section peuvent être confirmées par les bases de données cinématographiques IMDb et Allociné,  présentes dans la section « Liens externes ».
- Titre original polonais : 365 dni
- Titre anglophone : 365 Days
- Titre français et québécois : 365 Jours
- Réalisation : Barbara Białowąs et Tomasz Mandes
- Scénario : Tomasz Klimala, d'après une histoire de Barbara Białowąs, Blanka Lipińska et Tomasz Mandes, d'après le roman 365 dni de Blanka Lipińska
- Musique : Mateusz Sarapata et Michal Sarapata
- Décors : Agnieszka Bartold
- Costumes : Magdalena Sekrecka et Małgorzata Skorupa
- Maquillage : Grzegorz Szczuka
- Photographie : Bartek Cierlica
- Son : Kacper Habisiak, Marcin Kasinski, Filip Krzemien
- Montage : Marcin Drewnowski
- Production : Maciej Kawulski, Ewa Lewandowska et Tomasz Mandes
  - Coproduction : Robert Kijak et Anna Wasniewska-Gill
- Sociétés de production[5] : Ekipa, en coproduction avec Future Space, Next Film et TVN
- Sociétés de distribution : Next Film et Netflix (Pologne) ; Netflix (France)
- Budget : n/a
- Pays de production :  Pologne
- Langues originales : polonais, anglais, italien
- Format[6] : couleur - 35 mm - 2,35:1 (Cinémascope) - son Stéréo
- Genre : drame, érotique, romance
- Durée : 114 minutes
- Dates de sortie[7] :
  - Pologne : 7 février 2020 (sortie nationale) ; 1er avril 2020 (sortie sur Netflix)
  - Québec : 7 février 2020 (sortie sur Netflix)[8]
  - France : 9 juin 2020 (sortie sur Netflix)
- Classification[9] :
  - Pologne : plus de 18 ans[10]
  - France : interdit aux moins de 16 ans, conseillé aux 16 ans et plus sur Netflix[11]
  - Belgique : potentiellement préjudiciable jusqu'à 16 ans (KNT/ENA : Kinderen Niet Toegelaten  / Enfants Non Admis)[12],[N 1]

## Distribution
- Michele Morrone (VF : Anatole de Bodinat) : Massimo
- Anna Maria Sieklucka (VF : Stéphanie Lafforgue) : Laura
- Bronisław Wrocławski (VF : José Luccioni) : Mario
- Otar Saralidze (VF : Raphaël Cohen) : Domenico
- Magdalena Lamparska (VF : Alice Taurand) : Olga, l'amie de Laura
- Natasza Urbańska (VF : Karine Texier) : Anna
- Grażyna Szapołowska : Klara, la mère de Laura
- Tomasz Stockinger : Tomasz, le père de Laura
- Gianni Parisi : le père de Massimo
- Mateusz Lasowski : Martin, le petit ami de Laura

## Production
Les scènes du film ont été tournées principalement en Pologne (Varsovie, Cracovie et Niepołomice ) et en Italie (Sanremo). Il a été réalisé pour un montant de 9 millions de dollars.

## Accueil

### Accueil critique
365 Jours fait partie du top 3 des films les plus consultés sur Netflix dans de nombreux territoires (notamment en Europe, au Moyen Orient et en Amérique du Nord) lors de sa sortie. Il a été no 1 pendant quatre jours sur le Netflix américain.
Sur le site Allociné il reçoit une note moyenne de 1,5 étoile sur 5. Selon le sondage Google, 76 % des utilisateurs qui ont visionné le film l'ont aimé.

### Controverse
365 Jours se fait rapidement remarquer sur Internet, où il est critiqué pour érotiser, idéaliser ou représenter de manière méliorative le viol et la séquestration,,. La chanteuse britannique Duffy, par exemple, qui a témoigné en février 2020 pour dire qu'elle avait été victime de viols et de séquestration, a demandé à Netflix de retirer le film de sa plateforme,,. Elle écrit : « [Le film] érotise le kidnapping et déforme la violence sexuelle et le trafic comme un film ‘sexy’ [...] Nous savons tous que jamais Netflix n’hébergerait des contenus qui glamourisent la pédophilie, le racisme, l’homophobie, le génocide ou tout autre crime contre l’humanité. [...] Vous ne réalisez pas à quel point 365 Jours fait souffrir les gens qui ont vécu la douleur et l’anxiété que ce film glorifie. ».

## Distinctions
Sauf indication contraire, les informations mentionnées dans cette section peuvent être confirmées par les bases de données cinématographiques IMDb et Allociné,  présentes dans la section « Liens externes ».,

### Récompense
- Razzie Awards 2021 : Pire scénario pour Barbara Białowąs, Tomasz Klimala, Blanka Lipińska et Tomasz Mandes

### Nominations
- Razzie Awards 2021 :
  - Pire film
  - Pire acteur pour Michele Morrone
  - Pire actrice pour Anna-Maria Sieklucka
  - Pire réalisateur pour Barbara Bialowas et Tomasz Mandes
  - Pire prequel, remake, plagiat ou suite